# Odo van Nevers
Odo van Nevers ook bekend als Odo van Bourgondië (circa 1231 - Akko, 4 augustus 1266) was van 1257 tot 1262 graaf iure uxoris van Nevers, Tonnerre en Auxerre. Hij behoorde tot het oudere huis Bourgondië.

## Levensloop
Odo was de oudste zoon van hertog Hugo IV van Bourgondië en diens eerste echtgenote Yolande, dochter van graaf Robert III van Dreux. 
Als erfgenaam van het hertogdom Bourgondië werd hij in februari 1248 door zijn vader uitgehuwelijkt met Mathilde II van Bourbon (1234-1262), dochter van heer Archimbald IX van Bourbon en Yolande van Châtillon, erfgename van de graafschappen Nevers, Tonnerre en Auxerre. Als Odo langer had geleefd en mannelijke nakomelingen gekregen had, zouden de drie graafschappen door het huwelijk verenigd zijn met het hertogdom Bourgondië. Door Odo's vroege overlijden bleven Bourgondië en de drie graafschappen echter gescheiden. Odo en zijn echtgenote Mathilde kregen vier dochters:
- Yolande (1248-1280), gravin van Nevers, huwde in 1268 met Jan Tristan van Frankrijk en in 1272 met Robrecht van Béthune
- Margaretha (1250-1308), gravin van Tonnerre, huwde in 1268 met koning Karel I van Napels
- Johanna (1253-1271)
- Adelheid (1254-1290), gravin van Auxerre, huwde in 1268 met Jan I van Chalon-Auxerre

In 1257 volgde Mathilde haar overgrootmoeder Mathilde van Courtenay op als gravin van Nevers, Tonnerre en Auxerre. Na haar overlijden in 1262 ging de heerlijkheid Bourbon naar haar zus Agnes II, terwijl de graafschappen Nevers, Tonnerre en Auxerre door haar drie dochters werden geërfd.
Na het overlijden van zijn echtgenote ging Odo vechten in Palestina. Hij sneuvelde in augustus 1266 bij de verdediging van de stad Akko.

## Voorouders
| Voorouders van Odo van Nevers (1231-1266) | Voorouders van Odo van Nevers (1231-1266)                                | Voorouders van Odo van Nevers (1231-1266)                                | Voorouders van Odo van Nevers (1231-1266)                               | Voorouders van Odo van Nevers (1231-1266)                               |
| ----------------------------------------- | ------------------------------------------------------------------------ | ------------------------------------------------------------------------ | ----------------------------------------------------------------------- | ----------------------------------------------------------------------- |
| Overgrootouders                           | Hugo III van Bourgondië (1142-1192) ∞ Alix van Lotharingen (1145-1200)   | Hugo van Vergy (1141-1217) ∞ Gillette de Trainel (-)                     | Robert II van Dreux (1154-1218) ∞ Yolande van Coucy (1164-1222)         | ? (-) ∞ ? (-)                                                           |
| Grootouders                               | Odo III van Bourgondië (1166-1218) ∞ 1199 Adelheid van Vergy (1182-1252) | Odo III van Bourgondië (1166-1218) ∞ 1199 Adelheid van Vergy (1182-1252) | Robert III van Dreux (1185-1234) ∞ Aénor (- 1250)                       | Robert III van Dreux (1185-1234) ∞ Aénor (- 1250)                       |
| Ouders                                    | Hugo IV van Bourgondië (1213-1272) ∞ 1199 Yolande van Dreux (1212-1248)  | Hugo IV van Bourgondië (1213-1272) ∞ 1199 Yolande van Dreux (1212-1248)  | Hugo IV van Bourgondië (1213-1272) ∞ 1199 Yolande van Dreux (1212-1248) | Hugo IV van Bourgondië (1213-1272) ∞ 1199 Yolande van Dreux (1212-1248) |